# HLA-B56
HLA-B56 هو نمط مصلي من مستضد الكريات البيضاء البشرية-ب.